# EHC Bülach
Der EHC Bülach ist ein Eishockeyverein aus Bülach im Kanton Zürich der seit 2017 in der neu gegründeten dritten Spielklasse, der MyHockey League antritt. Der Klub trägt seine Heimspiele im Sportzentrum Hirslen in Bülach aus.

## Geschichte
Zu Beginn spielte der EHC Bülach in einem nahegelegenen Wald. Später zog man ins Sportzentrum Hirslen um. Der EHC Bülach betreibt eine starke Nachwuchsarbeit in Zusammenarbeit mit dem EVDN. Einige bekannte Spieler stammen aus dem Nachwuchsbereich des EHC Bülach, z. B. Reto Pavoni, Kloten-Legende Felix Hollenstein oder Severin Blindenbacher.
Zwischen 1986 und 1996 existierte zudem ein Frauenteam beim EHC, das als Höhepunkt seiner Geschichte 1991/92 den Schweizer Meistertitel gewann. 1996 wechselte die Mannschaft geschlossen zum EHC Illnau-Effretikon, nachdem der Vorstand von jedem Vereinsmitglied eine Sonderabgabe von 500 Franken gefordert hatte.
In der Saison 2009/10 scheiterte die Mannschaft im Viertelfinale am EHC Winterthur. In der Saison 2011/12 stiess man bis ins Playoff-Finale vor, wo man wiederum am EHC Winterthur mit 2:3 Siegen scheiterte.
In der Saison 2016/17 erreichte die von Martin Höhener trainierte Mannschaft das Playoff-Halbfinale und qualifizierte sich mit Rang drei der Hauptrunde für die neue dritte Spielklasse, die MySports League.

## Spielstätte
Die Heimspiele des Vereins werden im Sportzentrum Hirslen ausgetragen, das heute (2011) bis zu 3.000 Zuschauern Platz bietet. Der Zuschauerrekord bei Heimspielen des EHC Bülach liegt bei 3.400 Zusehern, der im Eröffnungsspiel zwischen dem HC Davos und Bratislava aufgestellt wurde.

## Erfolge
- Mehrfache Aufstiege in die Nationalliga B
- Vizemeister 1. Liga, Ost 2011/12

## Ehemalige Spieler (Auswahl)
- Severin Blindenbacher
- Denis Hollenstein
- Felix Hollenstein
- Christine Hüni
- Rick Middleton
- Thomas McMurchy
- Reto Pavoni
- Ronnie Rüeger
- Marco Bührer
- Sven Lindemann
- Sébastien Reuille
- Reto Berra
- Hans Kossmann
- Morris Lukowich
- Florence Schelling

## Ehemalige Trainer (Auswahl)
- Arno Del Curto
- Richard Farda
- Christian Wohlwend
- Thierry Paterlini
- Martin Höhener